# Pretzschendorf
Pretzschendorf este o comună din landul Saxonia, Germania.